# ميخائيل بتروف (رباع)
ميخائيل بتروف (بالبلغارية: Михаил Петров Петров)‏ هو رباع بلغاري، ولد في 6 يناير 1965 في غابروفو في بلغاريا، وتوفي في 1993.